# Pas startowy (film)
Pas startowy (tyt. oryg. Arxada qalmış gələcək) – azerski film fabularny z 2005 roku w reżyserii Rüfəta Əsədova.  

## Opis fabuły
Akcja filmu rozpoczyna się w obozie uchodźców. Czternastoletni chłopiec imieniem Səməd wychodzi z obozu i gubi się w lesie. Trafia w sam środek wojny i przyłącza się do oddziału armii azerskiej. Dowódca oddziału Malik uczy go, jak przeżyć wojnę. W końcowej części filmu chłopiec powraca do rodzinnego domu i nie wie, czy wszystko co przeżył wydarzyło się naprawdę.

## Obsada
- Fuad Poladov jako Malik
- Ağamehdi Abidov jako Səməd
- Ömür Nağıyev jako Amin
- Abbas Qəhrəmanov jako Ağaəli
- Pərviz Məmmədrzayev jako Albert
- Mikayıl Mikayılov jako Rəşid
- Leyla Şahvəliyeva jako Mariya
- Yuri Baliyev jako Şmarov
- Aydın Əliyev jako Qurgen